# 落叶松枯梢病
落叶松枯梢病是一种落叶松疾病，由落叶松座腔菌引起。发病范围主要分布于中国辽宁、吉林、黑龙江及内蒙古。其主要现象是当年新梢受到危害，受害部位变为暗褐色或黑色，稍有收缩变细，并有树脂流出，病部弯曲下垂成钩状，叶枯萎脱落，顶部残留一小簇针叶，次年顶端再生新梢、年年发病，则多数枯梢成丛，形成扫帚状。在病叶背面及病梢密生小黑点，为病菌的繁殖体，内生大量进行传播和侵染的孢子。
该病传播和侵染时间大约在6月下旬至8月上旬。7月中旬至8月上旬为顶峰期。防治该病的方法有：选用强抗病性落叶松形成混交；及时清楚病梢病苗；喷洒灭菌油剂。